# Rö kyrka
Rö kyrka är en kyrkobyggnad i Rö i Norrtälje kommun i Stockholms län. Den är församlingskyrka i Husby, Skederid och Rö församling i Uppsala stift. Kyrkan ligger på en höjdsträckning och omges av en kyrkogård.

## Kyrkobyggnaden
Kyrkan har medeltida ursprung och består av ett långhus med tresidigt avslutat kor i öster. I nordost finns en vidbyggd sakristia och i sydväst ett vidbyggt vapenhus. Långhusets nordvästra hörn och sydöstra hörn stöds upp av kraftiga strävpelare. Kyrkan har en stomme huvudsakligen av natursten. Övre delen av vapenhusets gavelröste samt övre delarna av kor och sakristia är murade av tegel. Ytterväggarna är oputsade och består av stora stenblock som är fogade till varandra. Vapenhuset och sakristian har sadeltak respektive pulpettak, långhuset täcks av ett sadeltak som är valmat över koret. Samtliga yttertak är spåntäckta. Fönstren har stickbågig form, förutom korfönstren som är rundbågiga. Ingången finns vid vapenhusets i södra sida. Exteriören har en bevarad medeltida prägel. Interiören präglas främst av de senmedeltida kalkmålningarna, som bland annat rymmer det ovanliga motivet "De tacksamma döda".

### Tillkomst och medeltida ombyggnader
Eventuellt fanns tidigare på platsen en liten träkyrka eller ett kapell. Äldsta delarna av nuvarande kyrka anses ha tillkommit under senare delen av 1200-talet under medverkan av gotländska byggmästare. Ursprungligen bestod kyrkan av ett rektangulärt långhus med tillhörande sakristia. Av denna återstår långhuset. Någon gång omkring år 1475 försågs kyrkorummet med två tegelvalv som ersatte öppna takstolar eller ett plant innertak. Tegelvalven vilar på pilastrar som tillkom samtidigt. Ungefär samtidigt byggdes vapenhuset som från början försågs med tegelvalv. När valven var byggda försågs tak och väggar med kalkmålningar. Någon gång på 1500-talet eller vid början av 1600-talet eldhärjades kyrkan och skadades svårt. Efter denna brand försågs långhuset med två grova strävpelare som stöd för murarna.

### Senare ombyggnader
Mot slutet av 1600-talet var kyrkan i mycket dåligt skick och i stort behov av reparation. På grund av ekonomiska bekymmer dröjde reparationen. 1736 upptogs en rikskollekt till Rö kyrka och 1745 upptogs en stiftskollekt. Vid en besiktning 1744 kom man fram till att östra gaveln måste rivas. 1747 genomfördes en reparation och ombyggnad då östra gaveln och den medeltida sakristian revs. Nuvarande tresidiga kor tillkom och kyrkan försköts något åt öster. En ny sakristia byggdes upp från grunden, murarna förankrades och kyrkans tidigare mycket branta tak sänktes. Västra gavelröstet sänktes med fyra alnar. Ytterväggarna vitlimmades. Altarskåpet kasserades och helgonbilderna avlägsnades. Läktaren byggdes om. Ny predikstol, ny altarprydnad och nya bänkar anskaffades. I samband med kyrkorummets nyinredning överputsades de medeltida kalkmålningarna. En restaurering genomfördes åren 1950–1951 under ledning av arkitekt Ärland Noreen. Kyrkorummets målningar togs fram och sluten bänkinredning återinfördes. En restaurering genomfördes åren 1972–1973 under ledning av arkitekt Uno Söderberg. Orgelläktaren i väster revs och orgeln placerades vid norra långväggen. Vapenhusets målningar togs då fram och består huvudsakligen av ornamentik.

## Inventarier

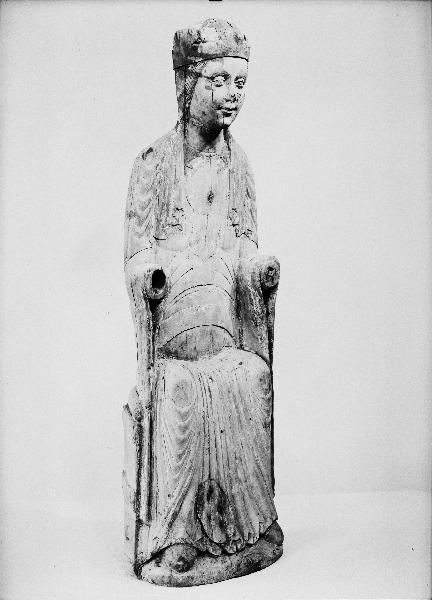
"Römadonnan" från 1100-talets slut, en sittande Maria, som har hållit ett, nu förkommet, Jesusbarn i sitt knä. Framställningen av dräkten är stiliserad och ornamental och det är typiskt för romantiken och det sena 1100-talet. Hennes ursprungliga plats måste alltså ha varit i en äldre kyrkobyggnad.

- Dopfunten av sandsten är daterad till 1200-talets första hälft och kan ha funnits i en tidigare kyrka på platsen. 1747 kastades funten ut och påträffades på 1800-talet vid gravgrävning strax intill vapenhuset. 1950 ställdes funten upp i koret och försågs med podium av granit. Vid restaureringen 1950 anskaffades ett dopfat av hamrad mässing.
- En madonnaskulptur av trä från omkring år 1200 har troligen engelskt ursprung.
- En skulptur av ek föreställande Sankt Olof är från början av 1400-talet.
- En skulptur av lövträ föreställande Sankt Erik är från förra delen av 1400-talet.
- Ett triumfkrucifix är från omkring år 1400. 1950 sattes krucifixet upp som altarprydnad och försågs med nytt kors.
- Nuvarande predikstol i enkel rokoko skänktes till kyrkan 1747 av Anna Christina Sölfverberg på Hersby gård i Rö socken (mellan Riala, Skederid, Rimbo, Kårsta och Össeby-Garn).[1][2] Predikstolen är marmorerad i blågrön färgton, har brunmarmorerat ramverk och förgyllda lister. Ovanpå dess ljudtak finns en skulptur av lammet med korsfanan. Under ljudtaket hänger en försilvrad duva som symboliserar den Helige Ande.
- Av kyrkans ljuskronor är den äldsta från första hälften av 1600-talet. Ljuskronan har fem svängda armar som bär upp varsin rund ljusmanschett. En annan ljuskrona med sex armar skänktes till kyrkan 1698 men stals vid ett inbrott 1979. En stor ljuskrona med tjugo armar i två kransar är skänkt till kyrkan 1888. I sakristian hänger en ljuskrona med sex armar från 1600-talet.
- Nuvarande orgel med sju stämmor och pedal är levererad 1974 av Grönlunds Orgelbyggeri i Gammelstad. Tillhörande orgelfasad är ritad av Uno Söderberg.
- Ett nattvardskärl har fot och mellanstycke från omkring år 1600. Skålen som ansågs för liten ersattes 1816 med nuvarande skål. Tillhörande paten bär årtalet 1605.
- I kyrkan finns två svarta mässhakar av svart sammet. Äldre mässhaken köptes in 1819 och den yngre skänktes till kyrkan 1904. En mässhake av grön siden är tillverkad av Libraria Konsthantverk AB, en tidigare ateljé för textilier och kyrkokonst i Stockholm, och skänkt till kyrkan 1953. En mässhake av vitt ylle tillkom 1967.

## Omgivning

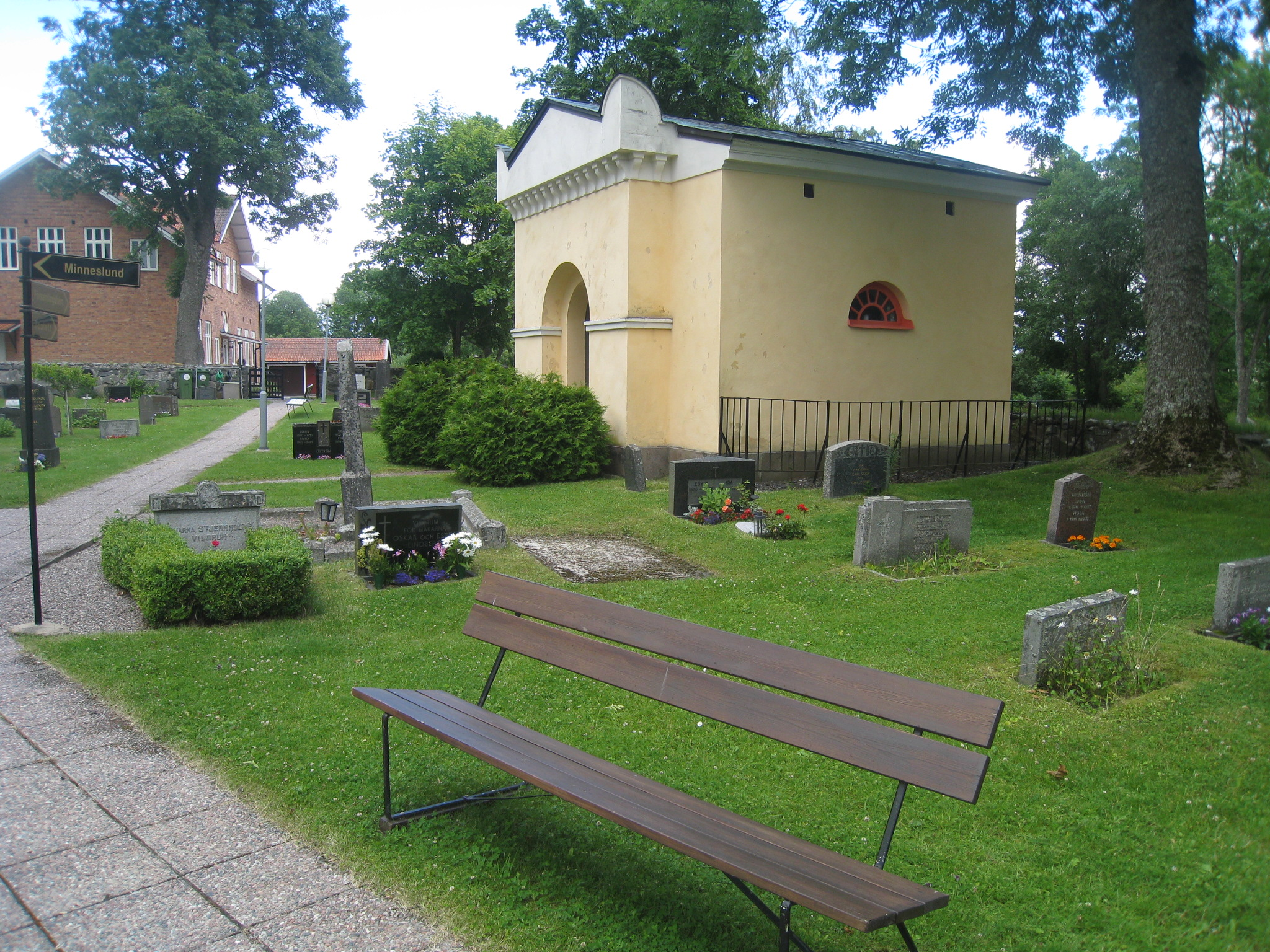
Silverstolpeska gravkoret uppfördes 1840. Här vilar Fredrik Samuel Silverstolpe och hans hustru Fredrika Carolina Mannerheim till Näs herrgård och deras ende son.

- Sydväst om kyrkan står en klockstapel av trä som är uppförd åren 1806–1807 av soldaten Svala från Odensala socken. Stapeln fungerar även som stiglucka till kyrkogården. Två tidigare klockstaplar har funnits på annan plats än den nuvarande. Första kända klockstapeln blåste ned 1725 och ersattes av en ny 1726. I nuvarande klockstapel hänger två kyrkklockor. Storklockan är tillverkad av de båda klockor som fanns i första stapeln som blåste med 1725. En av dessa ursprungliga klockor var enligt uppgift gjuten 1228. Några år senare ringdes storklockan sönder och fick gjutas om. Lillklockan göts 1791 i Stockholm av G.S. Meyer, ett klockgjuteri i Sverige som grundades på 1640-talet av styck- och klockgjutaren Gerdt Meyer.
- Vid kyrkogårdens södra sida ligger det Silverstolpeska gravkoret, som är uppfört åren 1840–1841, det är kyrkogårdens äldsta och största monument. Gravmonumentet, som är byggt runt en stor tumba av sandsten, ritades av arkitekten och konduktören vid Överintendentsämbetet Samuel Enander omkring år 1840. Här vilar Fredrik Samuel Silverstolpe och hans hustru Fredrika Carolina Mannerheim till Näs herrgård och deras ende son, Fredrik August Silverstolpe, som levde 1812–1828.[3]  Silverstolpe var diplomat, ämbetsman, författare, tonsättare och tecknare.
- På kyrkogården ligger också många andra av Silverstolparna begravda. Där finns ocks författaren och konstnären Gunnar Brusewitz grav.
- På sluttningen vid nordvästra sidan finns en till kyrkogård som är anlagd 1930-talet.
- Vid kyrkan ligger en kyrkskola som är en tegelbyggnad på två våningar byggd 1902.

## Kalkmålningarna

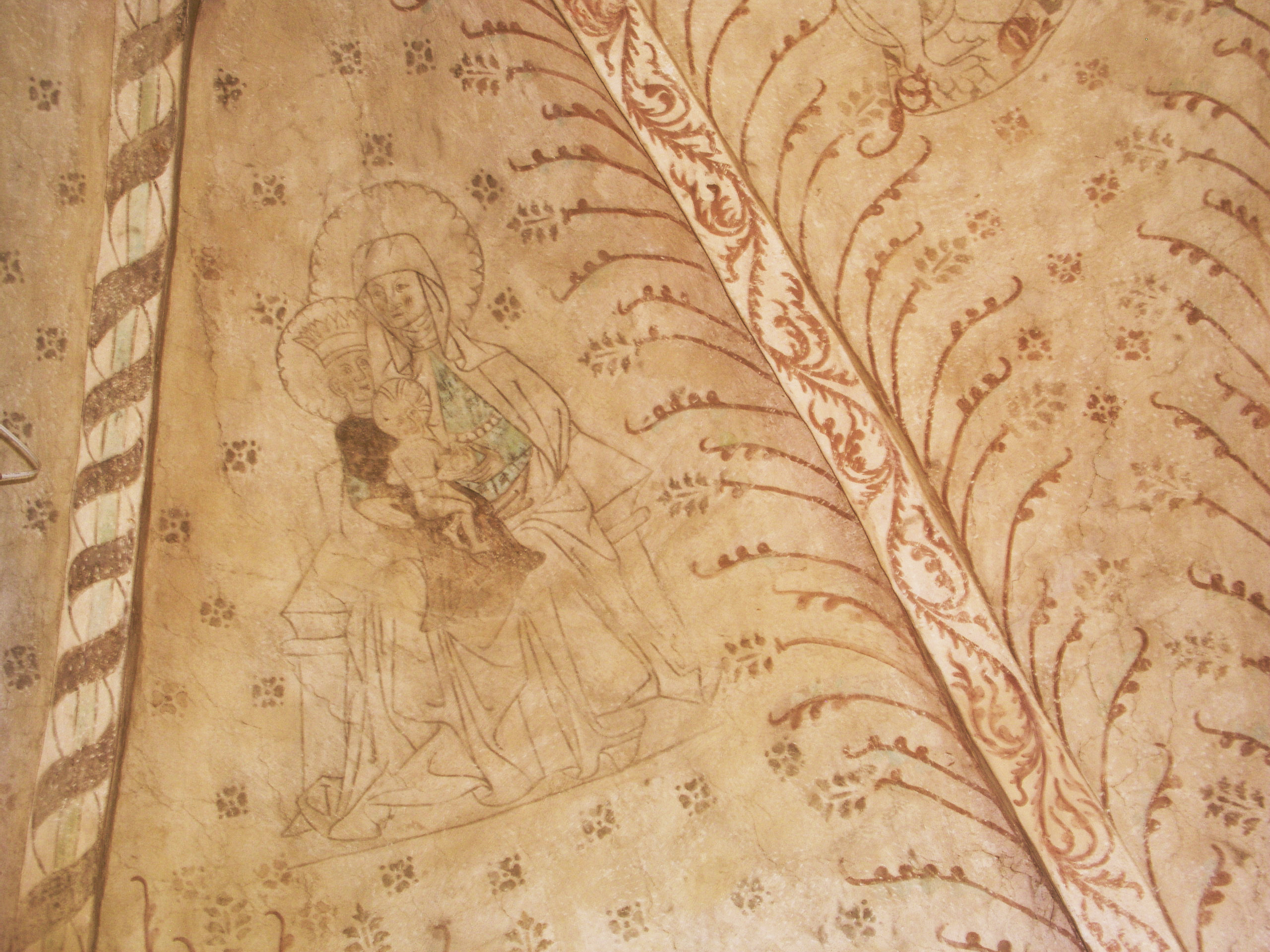
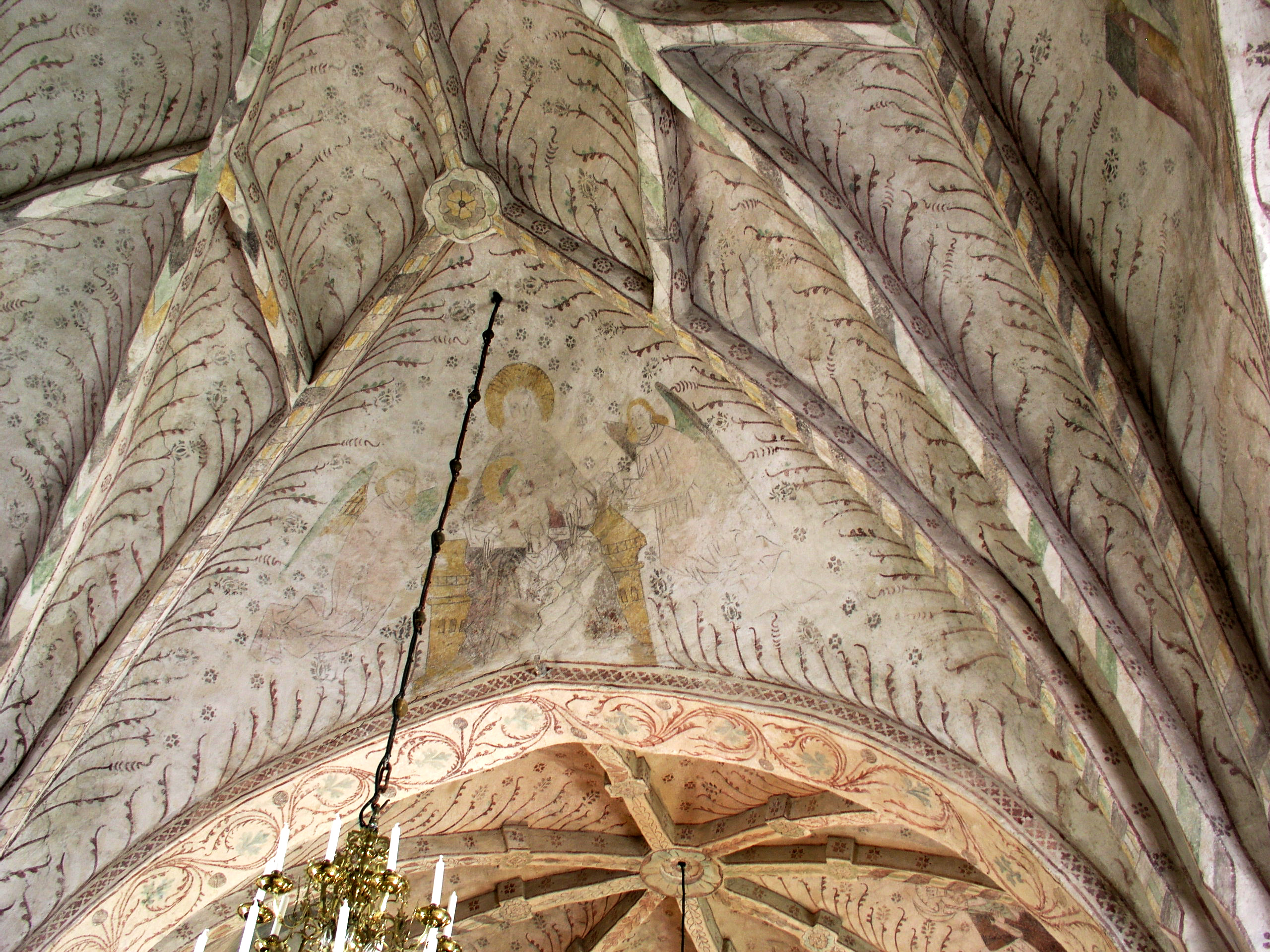
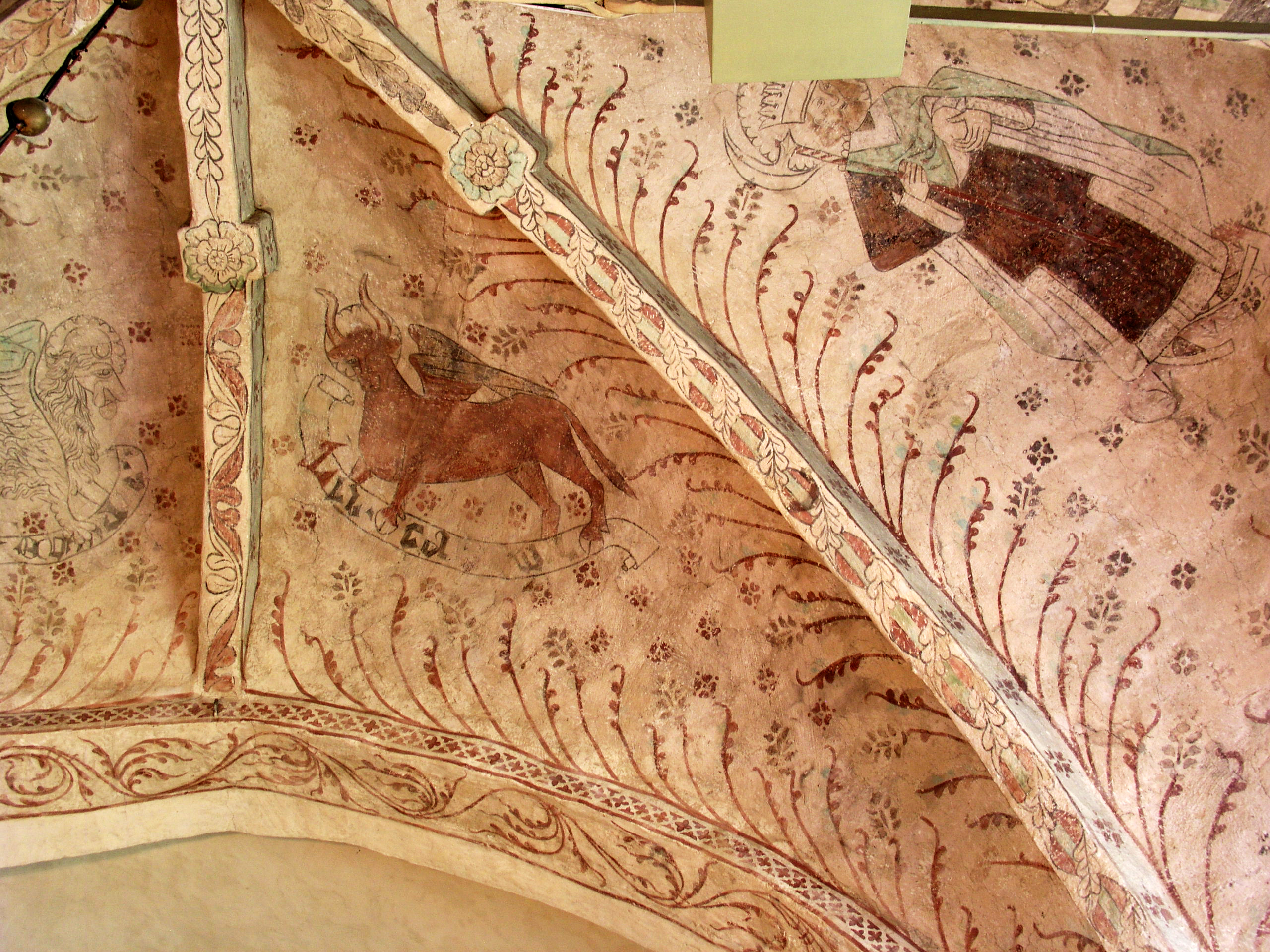

## Galleri

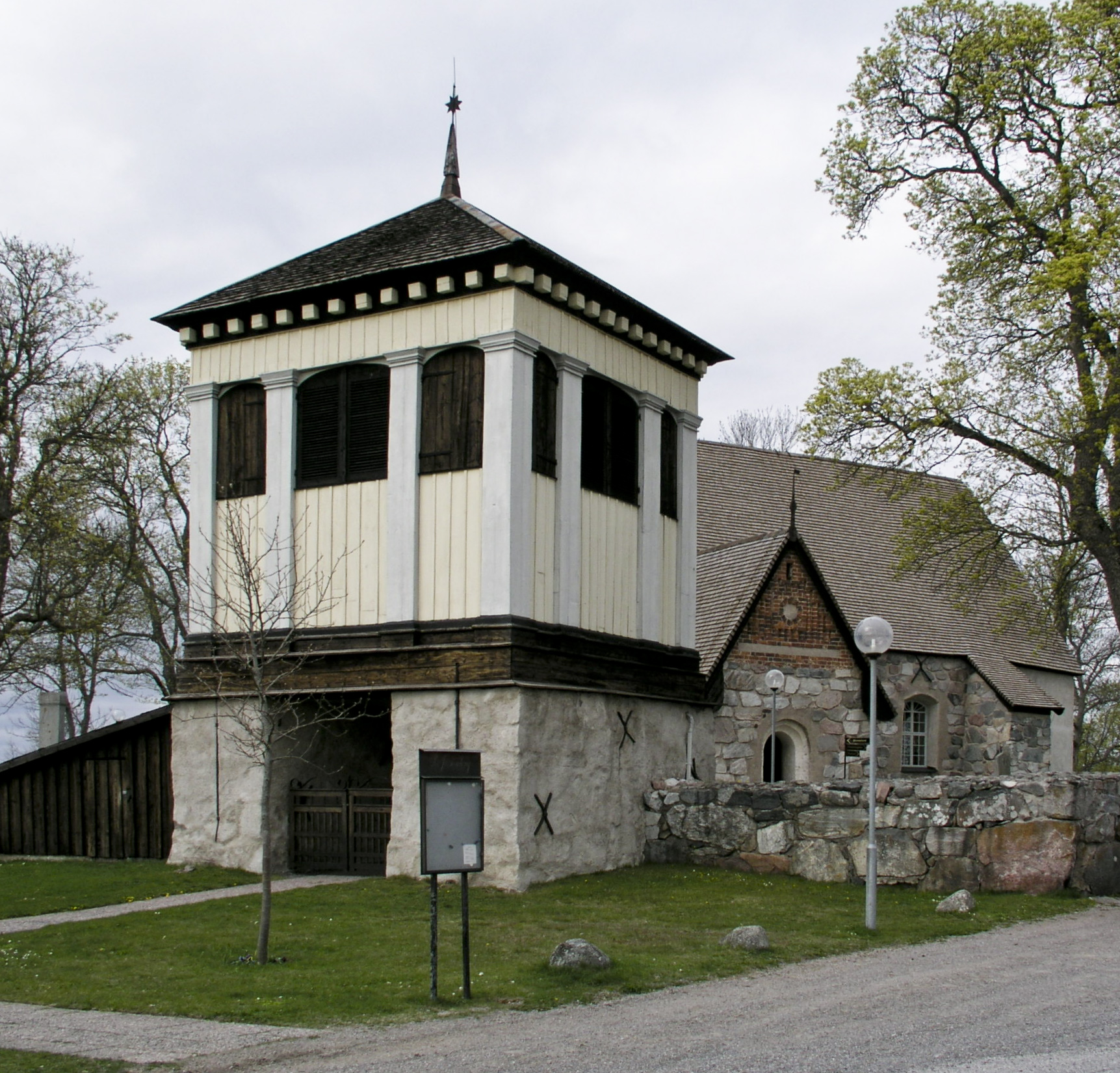
Klockstapel med stiglucka.
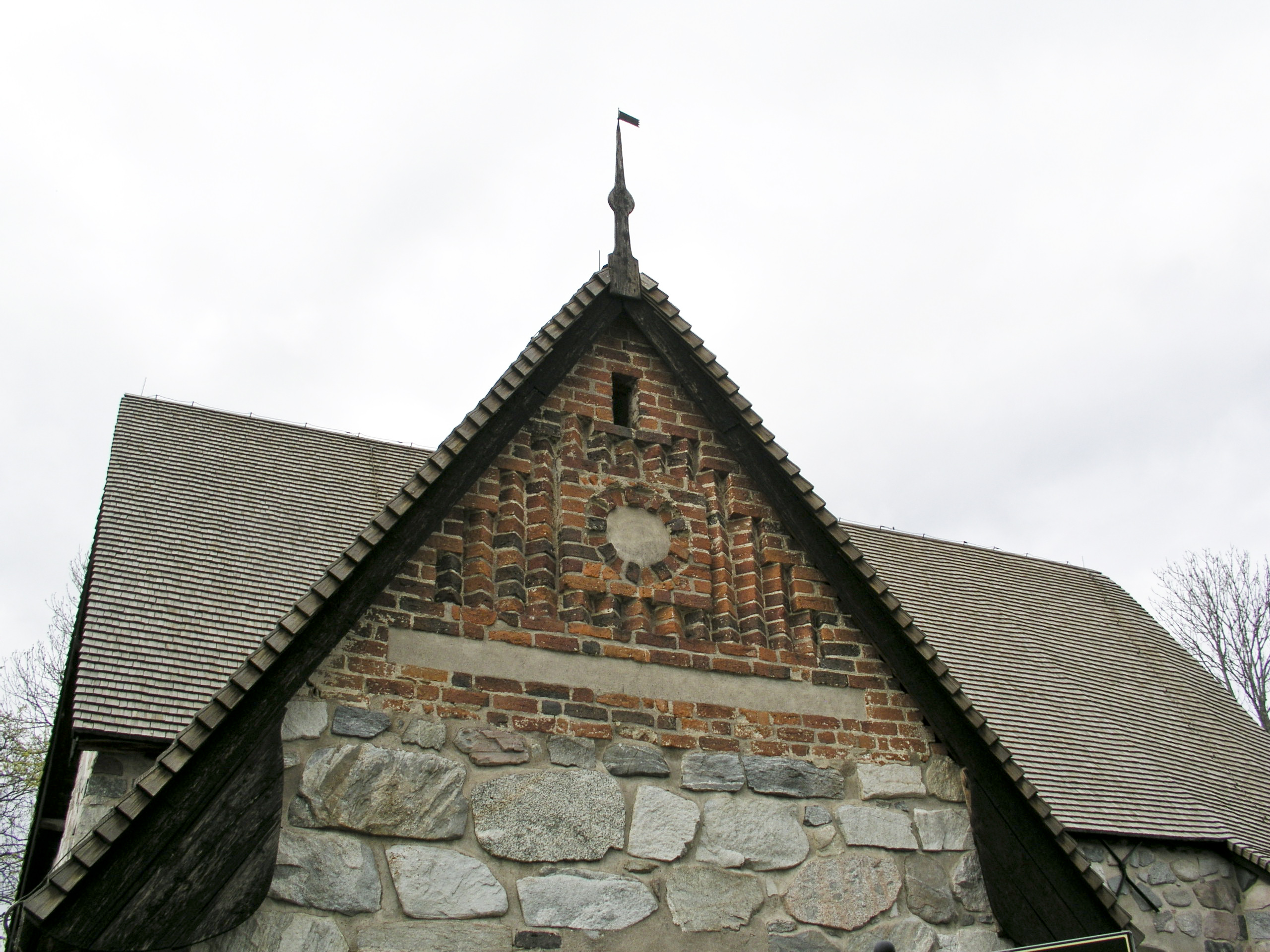
Murningsdetalj.
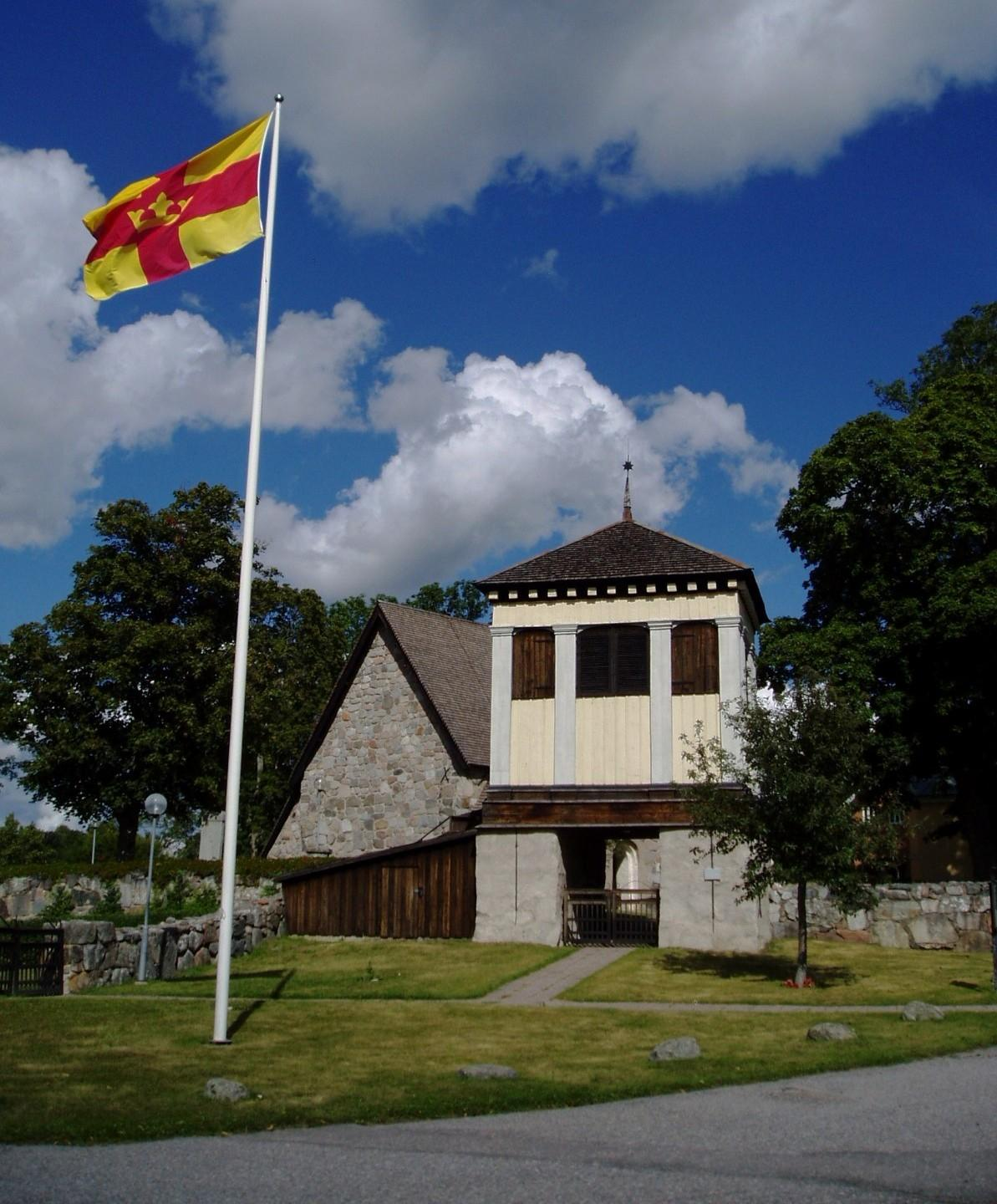
Entrén under klockstapeln.
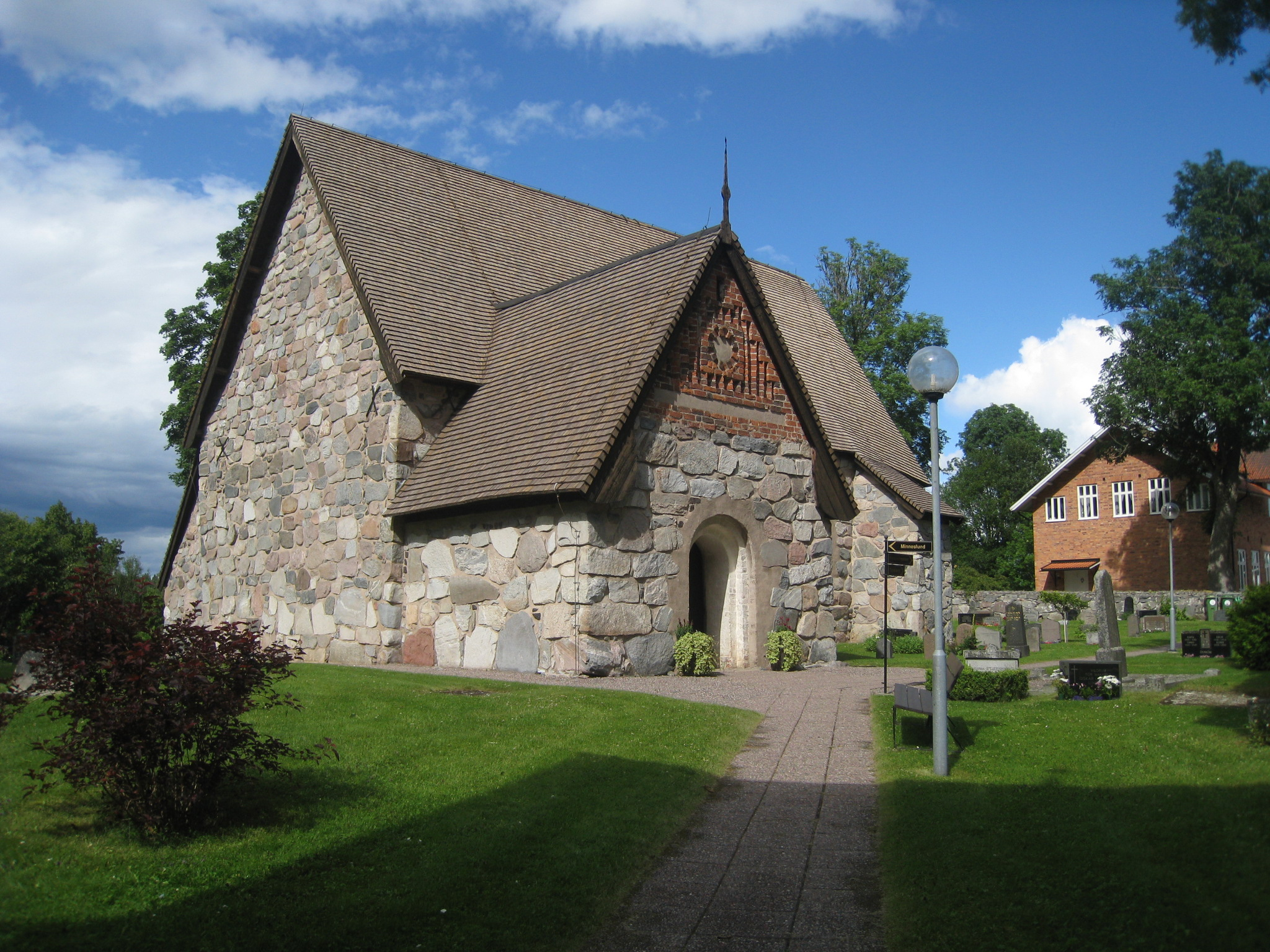
Kyrkan har spåntäckt yttertak.
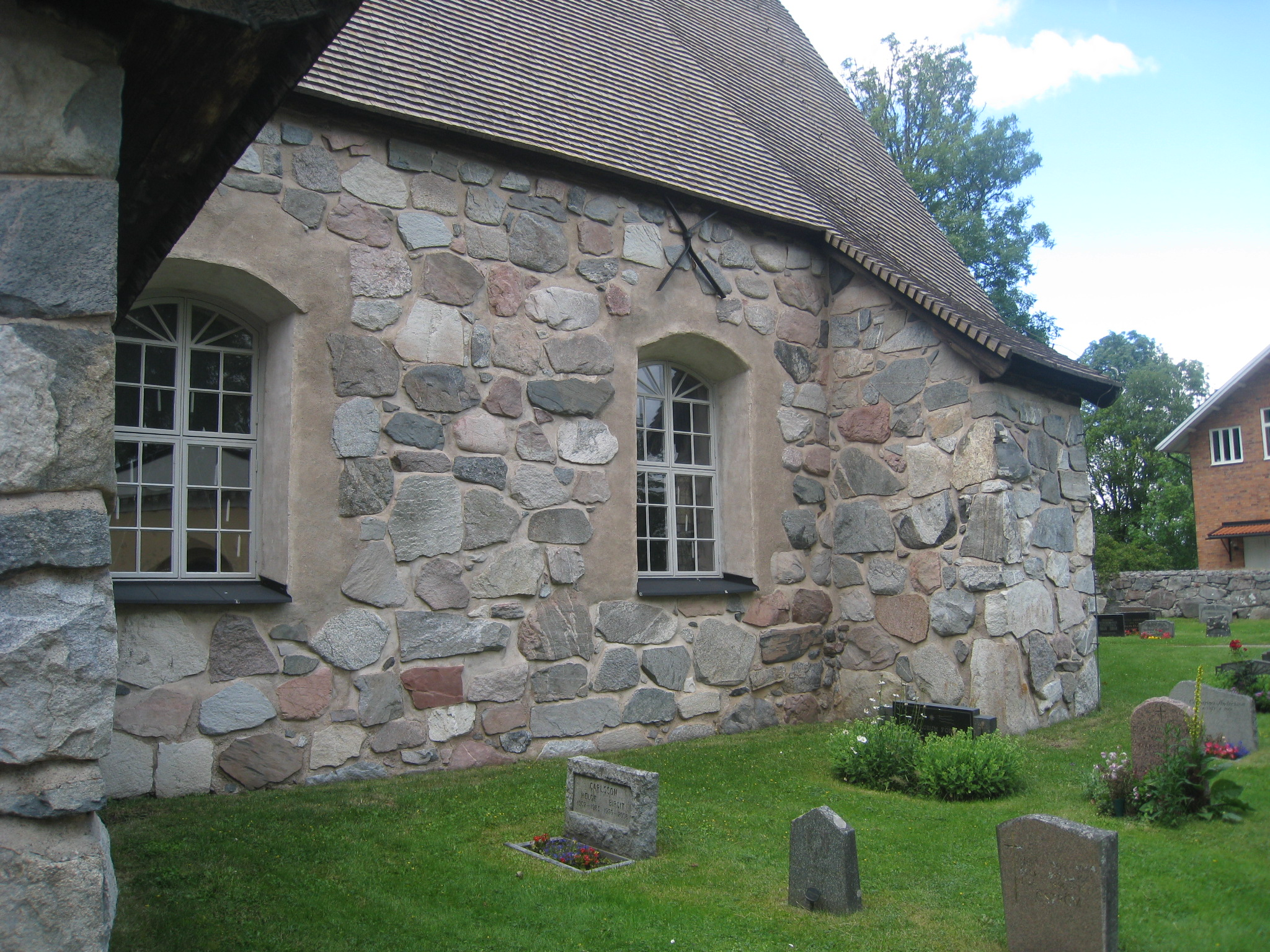
Kyrkan är byggd av stora stenblock av natursten.
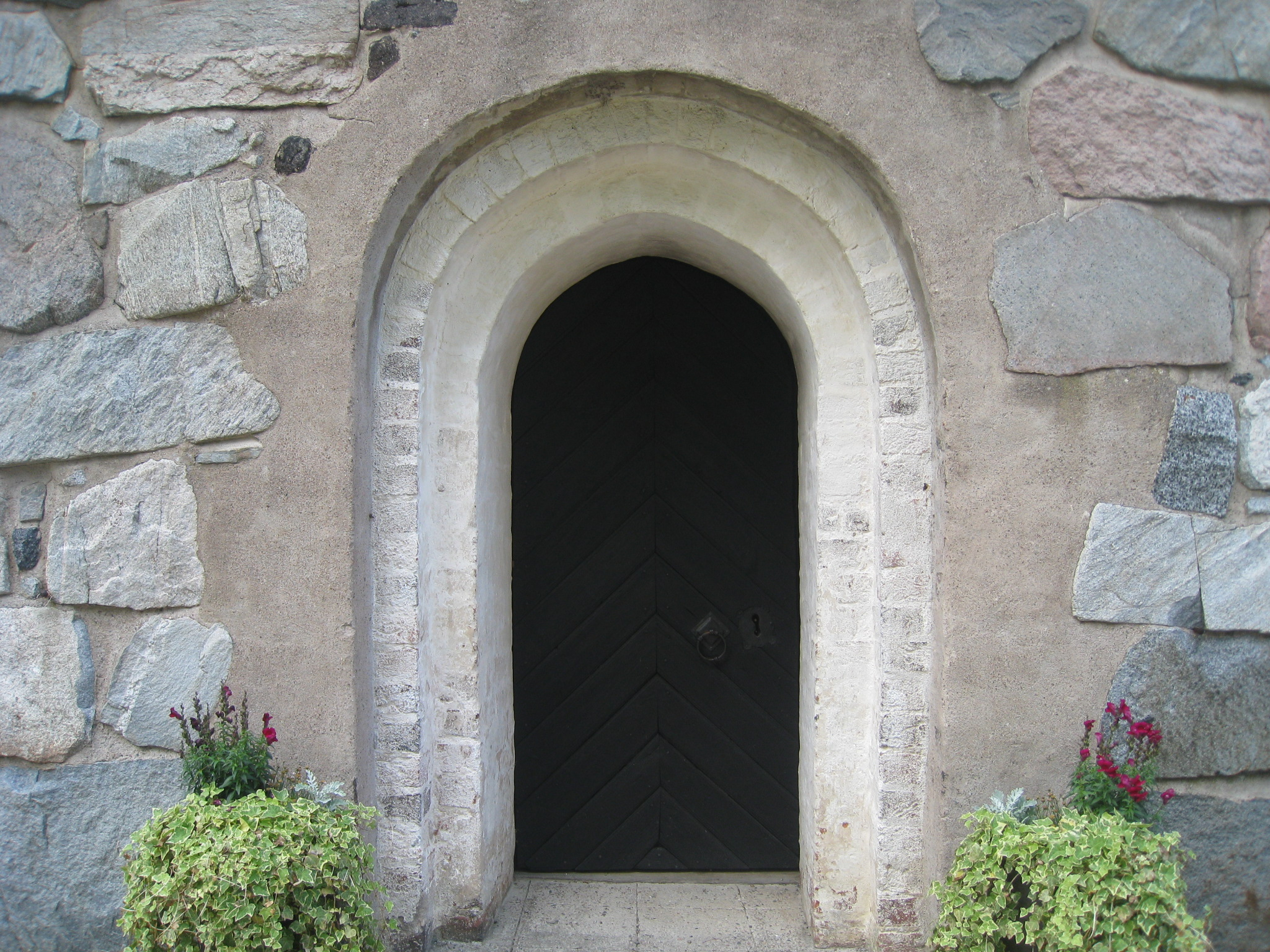
Ingången vid vapenhusets södra sida.